# Озерки (Конаковский район)
Озерки́ — посёлок в Конаковском районе Тверской области России. Вместе с посёлком городского типа Изоплит образует городское поселение посёлок Изоплит.

## География
Расположен в 45 км к юго-востоку от Твери, в 6 км к западу от железнодорожной станции Редкино на линии Москва — Санкт-Петербург. Ближайший населённый пункт — деревня Заполок в двух километрах к юго-востоку. На южной окраине поселения лежат заболоченные озёра, образовавшиеся на месте старых торфяных разработок. Почвы вокруг посёлка богаты торфом.

## История
Посёлок возник в 30-х годах XX века при торфодобывающем предприятии, ныне не действующем.

## Демография
| 2010  | 2012  | 2013  | 2014  | 2015  | 2016  | 2017  |
| ----- | ----- | ----- | ----- | ----- | ----- | ----- |
| 2156  | ↘2133 | ↘2125 | ↘2114 | ↘2093 | ↗2096 | ↘2087 |
| 2018  | 2019  | 2020  | 2021  |       |       |       |
| ↘2065 | ↘2037 | ↘1994 | ↗2131 |       |       |       |

## Инфраструктура
В посёлке располагается администрация городского поселения Изоплит. Имеются школа, больница, центр досуга «Феникс», библиотека.
24 октября 2018 года в рамках федеральной программы «Сельский спорт» в посёлке оборудована спортивная площадка; бюджет строительства составил 1 104,5 тыс. руб.
Водоснабжение посёлка обеспечивается из артезианских скважин.